# Lycée Joaquín-Suárez
Le Lycée Nº 7 Joaquín Suárez a été la première école secondaire publique enseignement de Pocitos, dans la ville de Montevideo. 
Il était situé au 2772, boulevard España. 
Il a partagé avec l'école Italienne en 1948, la construction de la rue Magallanes, actuellement Faculté des Lettres. 
Il est le Professeur Juan Carlos Sábat Pébet, écrivain, journaliste, poète et chercheur historique qui est due au transfert du lycée à Pocitos. 
Il a fallu la construction de la rue Jaime Zudañez 2730.